# Donatas Banionis
Donatas Banionis (Kaunas, 1924. április 28. – Vilnius, 2014. szeptember 4.) litván színész.

## Életpályája
Szülővárosában folytatott színi tanulmányokat. 1941-től volt a Panevezsisz Színház tagja. 1959-ben filmezett először.
Banionis litván filmekkel kezdte a pályáját, de később orosz, német nyelvű filmekben is szerepelt; Beethovenként a Beethoven – Tage aus einem Leben (1976), illetve mint Goya a Goya, vagy a megismerés rögös útja (1971) filmben. Több mint 100 színdarabban és 50 mozifilmben szerepelt, nyugaton leginkább Andrej Tarkovszkij Solaris című filmjéből a főszereplő megformálójaként volt ismert. Vlagyimir Putyin orosz elnök a Halott évszak című film főszerepében kémelhárító tisztet alakító Banionist látva úgy döntött, hogy ő is kémelhárító lesz. A Vilniusban található Litván Nemzeti Színházban is fellépett.

## Filmjei
- Autót loptam (1966)
- Harc a sátánnal (1968)
- A jégsziget foglyai (1969)
- Lear király (1971)
- Goya, vagy a megismerés rögös útja (1971)
- Solaris I.-II. (1972)
- Periszkóp a fjordok között (1974)
- Mr. McKinley szökése (1975)
- Mama, élek! (1977)
- Kentaurok (1979)
- Terület (1980)
- A prágai vendég (1980)
- Kígyóvadász (1985)
- Bocsássanak meg, kérem! (1985)